# Bayerischer Rundfunk
Баварское радио (нем. Bayerischer Rundfunk, BR) — некоммерческое государственное учреждение с правом самоуправления, существующее с 1945 года.

## Основание
Баварское радио было учреждено 25 января 1949 года на основе Радио Мюнхена. Торжественная передача лицензии состоялась на встрече важных представителей американской военной администрации, политических партий и радиовещания, среди них – директор Рудольф фон Шольц, председатель Совета радио Алоис Йоханнес Липпль и военный губернатор Баварии Мюррей Д. ван Вагонер. Основанием для этого стал Баварский закон о радиовещании, который вступил в силу 1 октября 1948 года.
Переговоры между американцами и земельным правительством длились два года, пока не был достигнут компромисс. Закон учёл американскую «Декларацию о свободе радиовещания в Германии» 1946 года, так называемые «10 заповедей», которые призывали к свободе выражения мнений, объективному и сбалансированному освещению событий и возможности демократической критики.
В течение четырех лет, с 12 мая 1945 года, радиовещание в Баварии находилось под контролем американской военной администрации, пока оно не было возвращено под немецкую ответственность. За эти четыре года была определена основная структура радиовещания.
Как отмечалось в руководящих принципах американской военной администрации 1947 года, «Радиовещательные организации должны создаваться как учреждения, служащие общественности, не подверженные влиянию какой-либо группы с особыми интересами».

## Телевещательная деятельность учреждения
Учреждение ведёт или вело:
- с 1954 года — совместно с вещательными организациями других земель вещание по немецкой 1-й телепрограмме[11] в Германии (телепрограмме «Дас Эрсте» («Das Erste»));
- в 1958-1993 гг.[12] — баварские местные передачи по немецкой 1-й телепрограмме («БР фор ахт им Эрсте» («BR vor acht im Erste»));
- с 1 июня 1961 года до 31 марта 1963 года — вещание по 2-й телепрограмме[13] (совместно вещательными организациями других земель);
- в 1981-1999 гг. — совместные дополуденные передачи по 1-й и 2-й телепрограммам (совместно с вещательными организациями других земель и Вторым германским телевидением);
- с 22 сентября 1964 года — вещание по баварской 3-й телепрограмме (телепрограмме «БР Фернзеен» («BR Fernsehen»));
- с 7 января 1998 года — вещание по баварской образовательной телепрограмме «АРД-Альфа» («ARD-alpha»), до 29 июня 2014 года называвшейся «БР Альфа» (BR alpha);
- с 1 декабря 1993 года — вещание по международной[14] телепрограмме «3 Зат» («3sat»)  (совместно с вещательными организациями других земель, Вторым германским телевидением и Швейцарским обществом радиовещания и телевидения);
- с 29 марта 1986 года — вещание по международной телепрограмме «Арте» («Arte») (совместно с вещательными организациями других земель, Вторым германским телевидением, компанией «Арте Франс» и группой экономических интересов «Арте»), до 30 ноября 1993 года называвшейся «АйнсПлюс»;
- с 30 августа 1997 года — вещание по немецкой информационной телепрограмме «Тагессшау 24» («tagesschau24») (совместно с вещательными организациями других земель), до 30 апреля 2012 года называвшейся «АнйсЭстра» (EinsExtra);
- с 30 августа 1997 года — вещание по немецкой молодёжной телепрограмме «Ван» («One») (совместно с вещательными организациями других земель), до 3 сентября 2016 года называвшейся «АйнсФестиваль» (EinsFestival);
- с 1 января 1997 года — вещание по немецкой детской телепрограмме «КИКА» («KiKA») (совместно с вещательными организациями других земель и Вторым германским телевидением);
- с 7 апреля 1997 года — вещание по немецкой парламентской телепрограмме «Феникс» («Phoenix») (совместно с вещательными организациями других земель и Вторым германским телевидением вещание);
- рубрику «Программа передач» телетекста 1-й программы «АРД Текст» («ARD-Text»), до 2000 года - совместного телетекста 1-й и 2-й программ «Видеотекст» («Videotext»);
- телетекст баварской 3-й программы или «БР Текст» («BR-Text»), существущий с конца 1980-х гг.
- ведёт поставку материалов для передачи прочих рубрик телетекста 1-й программы.

## Радиовещательная деятельность организации
Учреждение ведёт:
- с момента его основание — вещание по баварской 1-й (информационной, общественно-политической и художественной) радиопрограмме   (радиопрограмме «Байерн 1» (Bayern 1)), звучащей на ультракоротких волнах с 28 февраля 1949 года[15], ранее звучала на средних волнах[16];
- с 1950 года — вещание по баварской 2-й (информационной и художественной) радиопрограмме (радиопрограмме «Байерн 2» (Bayern 2));
  - «региональцайт - Франкен» (regionalZeit - Franken)
  - «региональцайт - Зюдбайерн» (regionalZeit - Südbayern)
- с 1 апреля 1972 года — вещание по баварской 3-й (информационно-музыкальной) радиопрограмме (радиопрограмме «Байерн 3» («Bayern 3»)), звучащей на ультракоротких волнах;
- с 4 октября 1980 года — вещание по баварской 4-й (музыкальной) радиопрограмме (радиопрограмме «БР-Классик» (BR-Klassik)), звучащей на ультракоротких волнах;
- 6 мая 1991 года - вещание по баварской информационной радиопрограмме (радиопрограмме «Б5 актуэлль» (B5 aktuell)), звучащей в её крупных городах на ультракоротких волнах, до 30 сентября 2015 года в во всех её населённых пунктах также и на средних волнах;
- с 1998 года - вещание по баварской джазовой радиопрограмме «Байерн плюс» (Bayern plus), до 1 сентября 2008 года называвшейся «Байерн Мобиль» (Bayern mobil), звучащей на ультракоротких волнах только по системе «ДАБ»;
- С 2011 года - ночные передачи («АРД-Нахтконцерт» («ARD-Nachtkonzert»)) по программам «Байерн 2» (баварской 2-й программе), «ХР 2 Культур» (гессенской 2-й программе), «СВР 2» (юго-западно-германской 2-й программе), «СР2 Культуррадио» (саарландской 2-й программе), «ВДР 3» (северо-рейн-вестфальской 3-й программе), «НДР Культур» (северо-германской 3-й программе), «РББ Культур» (бранденбургско-берлинской 3-й программе), «МДР Культур» (центрально-германско 3-й программе);
- В 1980-2011 гг. по очереди с вещательными организациями других земель - ночные передачи по земельным «культурным» программам (до 1985 года - двухчасовой)
- с 1 января 2003 года - вещание по баварской молодёжной радиопрограмме «Пульс» (Puls), до 15 мая 2013 года называвшейся   «он3-радио» (on3-radio), до 5 мая 2008 года — «Даз Модуль» (Das Modul)), звучащей на ультракоротких волнах только по системе «ДАБ»;
- с 8 октября 2007 года - вещание по баварской парламентской радиопрограмме «Б5 Плюс» (B5 plus), звучащей на ультракоротких волнах только по системе «ДАБ»;
- с 1 апреля 2005 года - вещание по баварской народно-музыкальной радиопрограмме «БР Хаймат» (BR Heimat), звучащей на ультракоротких волнах только по системе «ДАБ»;
- с декабря 2002 года - вещание по баварской дорожной радиопрограмме («БР Веркер» (BR Verkehr)), звучащей на ультракоротких волнах только по системе «ДАБ»;

## Деятельность учреждения в Интернете
Учреждение ведёт в Интернете:
- Сайт «br.de»;
- Страницу «Телевидение» сайта «ard.de»;
- Сайт «daserste.de»;
- Страницы «BR» и «BR Kabarett & Comedy» на сайте «youtube.com»;
- Страница «BR» на сайте «facebook.com»;
- Страница «BR» на сайте «twitter.com»;
- Страница «Даз Эрсте» на сайте «twitter.com».

Учреждение поставляет материалы для:
- Ведения страницы «Новости» сайта «ард.де»;
- Ведения сайта «тагессшау.де»;
- С 30 сентября 2016 года для ведения сайта «функ.нет»;
- Ведения страницы «Тагесшау» на сайте «youtube.com»;
- Ведения страницы «Тагесшау» на сайте «facebook.com»;
- Ведения страницы «Тагесшау» на сайте «twitter.com».

## Учредители
Учредителями организации являются земля Германии Бавария.

## Руководство
Руководство учреждением осуществляют:
- Совет Баварского радио (BR-Rundfunkrat), 12 членов которого избираются ландагом Баварии, 1 — правительством Баварии (в данный момент это Министр печати, федеральных и европейских дел Баварии) и 23 — массовыми организациями[17];
- Правление (Verwaltungsrat), назначавшееся Советом Баварского радио;
- Директор (Intendant), назначавшийся Советом Баварского радио.

## Подразделения
- Административная дирекция (Verwaltungsdirektion)
  - Управление финансов (Hauptabteilung Finanzwesen)
  - Управление кадров (Hauptabteilung Personal)
  - Управление общих служб (Hauptabteilung Allgemeine Dienste)
  - Управление архива, документации и исследований (Hauptabteilung Archive, Dokumentation und Recherche)
- Дирекция телевидения (Fernsehdirektion)
  - Отдел BR-Fernsehen-ARD-Alpha-3sat (Programmbereich BR Fernsehen-ARD-Alpha-3sat)
  - Отдел культуры (Programmbereich Kultur)
  - Отдел образовательных программ (Programmbereich Wissen und Bildung)
  - Отдел фильмов (Programmbereich Spiel — Film — Serie)
  - Отдел развлекательных программ (Programmbereich Unterhaltung und Heimat)
- Дирекция радиовещания (Hoerfunkdirektion)
  - Отдел художественных коллективов
    - Симфонический оркестр Баварского радио (Symphonieorchester des Bayerischen Rundfunks)
    - Симфонический оркестр Мюнхенского радио (Münchner Rundfunkorchester)
    - Хор Баварского радио (Chor des Bayerischen Rundfunks).

  - Отдел Bayern 1, Bayern 3, Puls
  - Отдел Bayern 2
  - Отдел BR Klasssik
- Дирекция информации (Informationsdirektion)
  - Отдел новостей (Programmbereich Aktuell)
  - Отдел политики и экономики (Programmbereich Politik und Wirtschaft)
  - Отдел спорта и досуга (Programmbereich Sport und Freizeit)[18]
- Дирекция программ Первого немецкого телевидения (Programmdirektion Erstes Deutsches Fernsehen) (с 1977 года)
- Заграничные студии в:
  - Вашингтоне (совместная с hr, SWR, WDR, NDR, rbb, MDR)
  - Риме
  - Вене
  - Стамбуле (совместная с SWR)
  - Буенос-Айресе
  - Тель-Авиве
- Производственно-техническое управление (Produktions und technikdirektion)
  - Управление планирования (Hauptabteilung Planung)
  - Управление производственных технологий (Hauptabteilung Produktionstechnologie) - осуществляет техническую часть подготовки телепрограмм
  - Управление производственного обслуживания (Hauptabteilung Produktionsservice) - осуществляет ремонт и обслуживание техники, на которой осуществляет подготовка телепрограмм
  - Управление вычислительной и медиатехники (Hauptabteilung IT- und Medietechnik) - осуществляет техническую часть выпуска телепрограмм
  - Управление распространения и контроля (Hauptabteilung Verbreitnug und Controlling) - осуществляет распространение телепрограмм по средством радиоволн
- На правах подразделений Центрально-Германского радио действуют часть местных бюро организации по сбору абонемента «АРД ЦДФ Дойчландрадио Байтрагссервис» (ARD ZDF Deutschlandradio Beitragsservice) расположенные на территории земли Бавария.

## Финансирование
Учреждение финансируется Рабочим сообществом государственных телецентров
- в среднем на 86%[19] - за счёт абонемента (Rundfunkgebühr), собираемого со всех немецких граждан и иностранцев, постоянно-проживающих в Германии владеющих радиоприёмниками и (или) телевизорами;
- в среднем на 2%[19] - за счёт продажи рекламного времени в 1-й телепрограмме компанией «АРД Медиа» и рекламного времени в радиопрограммах учреждения компанией «АС энд С Радио»;
- в среднем на 12%[19] за счёт:
  - продажи компанией «Дегето-Фильм» другим телеорганизациям прав на разовый показ фильмов, телефильмов и телесериалов правами она обладает учреждения (как правило снятых по его заказу), издания их на видеоносителях, выдачи лицензий на производство по их мотивам других художественных произведений (сиквелов, приквелов, римейков, новеллизаций, комиксных адаптаций);
  - за счёт продажи другим других радиоорганизациям прав на создание радиоспектаклей и радиосериалов по мотивам радиоспектаклей и радиосериалов поставленных учреждением, издания их на аудионосителях, продажи лицензий на создание по их мотивам других художественных произведений (экранизаций, новеллизаций, театральных адаптаций);
  - издания на аудионосителях концертов его оркестров и хора.

## Членство
C 1952 года учреждение является членом международной организации «Европейский союз радиовещания».

## Активы
- программный радиотелецентр в Мюнхене (Funkhaus München);
- авторские права на телефильмы и часть фильмов и телесериалов, снятых как правило снятых по заказу компании «Дегето-Фильм» переданного в свою очередь от учреждения, включая удалённые из них сцены и черновики их сценариев;
- авторские права на радиоспектакли и радиосериалы, поставленные учреждением, включая удалённые из них сцены и черновики их сценариев;
- (Округ Нижняя Франкония)
  - Передатчик Вюрцбург (Frankenwarte)
  - Передатчик Кройберга (Sender Kreuzberg)
  - Передатчик Пфаффенберга (Sender Pfaffenberg), рядом с Ашафенбургом
  - Передатчик Бургсинна (Sender Burgsinn)
- (Округ Верхняя Франкония)
  - Передатчик Бамберга (Sender Bamberg)
  - Передатчик Кобурга (Sender Coburg-Eckardtsberg)
  - Передатчик Эберсдорфа (Sender Ebersdorf)
  - Передатчик Охзенкопфа (Sender Ochsenkopf), рядом с Байройтом
  - Передатчик Йеннера (Sender Jenner)
  - Передатчик Хофа (Sender Hof)
- (Округ Средняя Франкония)
  - Передатчик Бюттельберга (Sender Büttelberg), рядом с Ансбахом
- (Швабия)
  - Передатчик Грюнтена (Sender Grünten), рядом с Кемптеном
  - Передатчик Хойерберга (Sender Hoyerberg)
  - Передатчик Хюнербурга (Sender Hühnerberg)
- (Округ Верхний Пфальц)
  - Передатчик Дильберга (Sender Dillberg)
  - Передатчик Хохе Линие (Sender Hohe Linie), рядом с Регенсбургом
  - Передатчик Хохер-Богена (Sender Hoher Bogen)
- (Округ Нижняя Бавария)
  - Передатчик Бротьякльригеля (Sender Brotjacklriegel), рядом со Штраубингом
  - Передатчик Пассау (Sender Passau)
- (Округ Верхняя Бавария)
  - Передатчик Бад Райхенхалля (Sender Bad Reichenhall)
  - Передатчик Гайссбаха (Sender Gaißach)
  - Передатчик Гельбельзее (Sender Gelbelsee)
  - Передатчик Герцогштанда (Sender Herzogstand)
  - Передатчик Хохберга (Sender Hochberg)
  - Передатчик Исманинга (Sender Ismaning), рядом с Мюнхеном
  - Передатчик Кройцека (Sender Kreuzeck)
  - Передатчик Обераммергау (Sender Oberammergau)
  - Передатчик Валльберга (Sender Wallberg)
  - Передатчик Вендельштайн (Sender Wendelstein), рядом с Розенхаймом[20][21]
- 100% капитала общества с ограниченной ответственностью «БР Медиа» (BRmedia GmbH) - организации осуществляющей продажу рекламного времени между телепередачами и радиопередачами передаваемыми BR, заказ производства телефильмов и телесериалов, продажу их другим телеорганизациям, заказ их записи на лазерные диски, лицензирования создания художественных произведений (книг, фильмов) по их мотивам, до 1972 года - общество с ограниченной ответственностью «Байеришер Рундфунквербунг» (Bayerische Rundfunkwerbung GmbH), является участником следующих обществ с ограниченной ответственностью:
  - «Бавария Фильм» (Bavaria Film GmbH) (прочие участники - SWR, MDR, WDR и Gesellschaft für Vermögensverwaltung des Freistaates Bayern) - киностудия.
  - «Дегето Фильм»  (Degeto Film GmbH) (прочими участниками являются вещательные организации других земель);
  - «АРД Медиа» (ARD Media GmbH).

## Теле- и радиопередачи
Передачи телепрограммы «Даз Эрсте»
- Репортажи из заграницы выпусков новостей «Тагессшау» и телегазет «Тагестемен» и «Нахтмагацин»;
- Репортажи из заграницы спортивного тележурнала «Шпортшау»;
- Репортажи из заграницы ежедневного тележурнала «АРД-Моргенмагацин»;
- Репортажи из заграницы ежедневного тележурнала «АРД-Миттагсмагацин»;
- «Репорт Мюнхен» (Report München) - общественно-политический тележурнал, выпускается по очереди с общественно-политическими тележурналами Юго-Западного радио («Репорт Майнцц») и Центрально-Германского радио («ФАКТ»);
- «Вельтшпигель» («Weltspiegel») - международный тележурнал, выпускается по очереди при еженедельном чередовании с Западно-Германским радио, Юго-Западным радио и Северо-Германским  радио;
- «Плюсминус» (plusminus) - еженедельный тележурнал об экономике, выпускается по очереди с Гессенским радио, Юго-Западным радио, Саарландским радио, Западно-Германским радио, Северо-Германским радио и Центрально-Германским радио;
- «ТТТ - титель, тезэн, темпераменте» (ttt – titel, thesen, temperamente) - еженедельный тележурнал о культуре, выпускается по очереди с Северо-Германским радио, Гессенским радио, Западно-Германским радио, Радио Берлина и Бранденбурга и Центрально-Германским радио;
- «Друкфриш» («Druckfrisch») - тележурнал о литературе, выпускается по очереди с Северо-Германского радио, Западно-Германским радио, Гессенским радио и Центрально-Германским радио;
- Vereinsheim Schwabing - развлекательная программа.

Передачи телепрограммы «БР Фернзеен»
- Tagesschau — информационная программа телеканала Das Erste
- Rundschau («Обзор») — выпуски новостей в 16:00 (15 минут), 18:30 (30 минут)
- Rundschau-Magazin — выпуск новостей в 21:45 (15 минут)
- Rundschau-Nacht (до 2004 Rundschau-Nachtausgabe) — выпуск новостей в 0:30
- Tele-Gym — учебные программы
- Abendschau — информационная программа BR Fernsehen, получасовой выпуск в 18:00
- Frankenschau aktuell — информационная программа BR Fernsehen для Франконии (с 1994 года)
- Abendschau – Der Süden — информационная программа BR Fernsehen для Верхней Баварии, Нижней Баварии и Швабии (с 1994 года)

Радиопередачи
- Bayern 1 am Morgen — утренняя программа Bayern 1 в 5:00-9:00
- Bayern 1 am Vormittag — дневная программа Bayern 1 в 9:00-12:00
- Bayern 1 am Nachmittag — послеобеденная программа Bayern 1 в 13:00-17:00
- Bayern 1 am Abend — вечерняя программа Bayern 1 в 20:00-23:00
- Известия на Bayern 1, Bayern 2 и Bayern 3 ежечасно
- Die Nacht auf Bayern 1 — ночная программа Bayern 1 в 23:00-5:00
- Mittags in... и Bayernmagazin — информационные программы Bayern 1 в 12:00-13:00
- ARD-Popnacht — ночная программа Bayern 3, совместное производство c hr, SWR, WDR, SR, RB, NDR, RBB, MDR
- ARD-Nachtkonzert — ночная программа Bayern 2, совместное производство c hr, SWR, WDR, SR, RB, NDR, RBB, MDR
- ARD-Hitnacht — ночная программа BR-Klassik, совместное производство c hr, SWR, WDR, SR, RB, NDR, RBB, MDR
- ARD-Infonacht — ночная программа B5 aktuell, совместное производство c hr, SWR, WDR, SR, RB, NDR, RBB, MDR

## Цифровое вещание BR

### Цифровое телевидение BR
Эфирное:
- Региональный мультиплекс ARD в Баварии включает в себя BR Fernsehen, SWR Fernsehen, ARD Alpha, tagesschau 24[22]

Спутниковое:
- Транспондер 11582 Гц (спутник Astra 1N) — BR Fernsehen HD, NDR Fernsehen HD, Phoenix HD
- Транспондер 11836 Гц (спутник Astra 1N) — Das Erste, BR Fernsehen, hr fernsehen, WDR Fernsehen, SWR Fernsehen[23]
- Транспондер 12266 Гц (спутник Astra 1M) — Bayern 1, Bayern 2, Bayern 3, BR Klassik, B5 Aktuell, Bayern Plus, BR Puls, BR Heimat, B5 Plus и другие региональные немецкие общественные радиостанции а также телеканалы SR Fernsehen, BR Alpha[24]

### Цифровое радио BR
- Мультиплекс 11D включает в себя Bayern 1, Beyern 2, Bayern 3, BR-Klassik, B5 aktuell, Bayern plus, Puls, B5 plus, BR Heimat, BR Verkehr[25]